# Sergei Iwanowitsch Schmatko

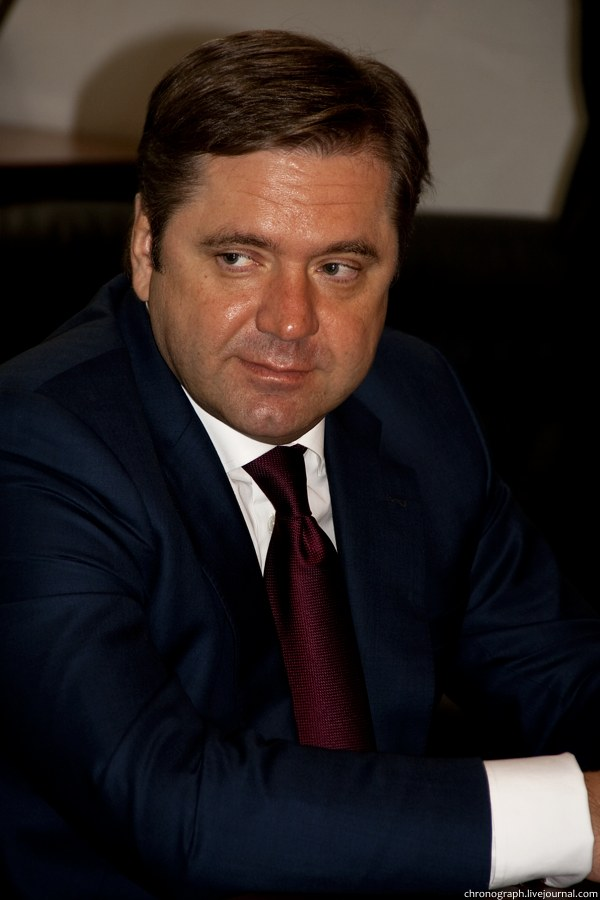
Sergei Schmatko (2011)

Sergei Iwanowitsch Schmatko (russisch Сергей Иванович Шматко; * 26. September 1966 in Stawropol; † 7. November 2021) war ein russischer Politiker und Unternehmer. Ab dem 12. Mai 2008 war er Minister für Energiewirtschaft in der Regierung der Russischen Föderation.

## Leben
Schmatko studierte zunächst von 1983 bis 1985 in Swerdlowsk (heute Jekaterinburg) Mathematik und leistete dann seinen Wehrdienst in der Nordflotte der Sowjetischen Marine ab. Nach seiner Armeezeit nahm er ein Studium der Ökonomie auf und ging 1990 nach Marburg, um dieses Studium in Deutschland abzuschließen.
Er startete seine Berufslaufbahn 1992 als studierter Ökonom in Frankfurt am Main. Anschließend war er Berater für Investoren in Russland sowie Vertreter der russischen Privatisierungsbehörde bei der Europäischen Union. 1997 wechselte Schmatko in die Energiewirtschaft, zunächst als Ökonom beim Atomstromproduzenten Rosenergoatom. Parallel zu seiner Berufstätigkeit absolvierte er ein Studium an der Militärakademie des Generalstabes der Russischen Streitkräfte. Im Jahr 2005 wurde er Chef des staatlichen Konzerns Atomstroiexport. In dieser Funktion war er auch verantwortlich für den Bau des Kernkraftwerkes Buschehr im Iran.
Am 12. Mai 2008 wurde er zum Minister für Energiewirtschaft in der Regierung der Russischen Föderation ernannt. Schmatko war Vorsitzender des Verwaltungsrates des staatlichen Unternehmens Transneft, das die Erdölpipelines des Landes betreibt.
Er starb am 7. November 2021 im Alter von 55 Jahren an den Folgen einer COVID-19-Erkrankung.
Seine Tochter Polina Schmatko ist ehemalige rhythmische Gymnastin.